# Brock Lesnar
Brock Edward Lesnar (Webster, South Dakota, 12. srpnja 1977.) je američki profesionalni hrvač, UFC-ovac, bivši igrač američkog nogometa i amaterski hrvač koji trenutno ima potpisan ugovor s WWE-om.

## U profesionalnom hrvanju
- Finishing moves

  - Brock Lock[6] (Over-the-shoulder single leg Boston crab)[7]
  - F-5[3] (WWE)/Verdict[6] (NJPW/IGF) (Fireman's carry facebuster)[8]
  - Kimura lock[9]
  - Shooting star press[8] – OVW
- Signature moves

  - Backbreaker[8]
  - Fallaway slam[8]
  - Gorilla press slam[8]
  - Knee lifts to the opponent's midsection[10][11]
  - Suplex City (Multiple suplex variations)
    - Belly-to-back[12]
    - Fisherman, sometimes while delaying[8]
    - Overhead belly-to-belly, sometimes into or out of the ring[8]
    - Release/Rolling German[10][11][13]
    - Snap[12]
    - Vertical[8]

  - Multiple turnbuckle thrusts[8]
  - Powerslam[12]
  - Rear naked choke[12]
  - Running powerbomb[12]
  - Standing double leg takedown[10] followed by a mounted punches[10][11]
  - Triple non-release powerbomb[8]
- Managers
  - Mr. McMahon[14]
  - Paul Heyman[8]
- Nicknames
  - "The Anomaly"[15][16]
  - "The Beast (Incarnate)"[16]
  - "The Conqueror"[17]
  - "The Next Big Thing"[8]
- Entrance themes
  - Ultimate Fighting Championship
    - "Enter Sandman" by Metallica
    - "Nickel Size Hail (And the Damaging Winds)" by Sunny Ledfurd[6]

  - World Wrestling Entertainment/WWE
    - "Enforcer" by Jim Johnston[18][6]
    - "Next Big Thing" by Jim Johnston
    - "Next Big Thing (Remix)" by Jim Johnston[6]

## Naslovi i ostale nagrade

### Sveučilišno hrvanje
- National Collegiate Athletic Association
  - NCAA Divizija I All-American (1999., 2000.)
  - NCAA Divizija I Heavyweight Champion (2000.)
  - Big Ten Conference Champion (1999., 2000.)
- National Junior College Athletic Association
  - NJCAA All-American (1997., 1998.)
  - NJCAA Heavyweight Champion (1998.)
  - North Dakota State University Bison Tournament Champion (1997. – 1999.)[19]

### Mixed martial arts
- Unutrašnje borbe
  - Najveći Draw (2008.)[20]
  - Pridošlica godine (2008.)[20]
- Sherdog Awards
  - Tučnjava godine (2009.)[21]
- Sports Illustrated
  - Pridošlica godine (2008.)[22]
- Ultimate Fighting Championship
  - UFC Heavyweight Championship (1 put)
  - Submission of the Night (1 put)
- World MMA Awards
  - Najborbeniji borac godine (2009.)[23]
- Wrestling Observer Newsletter
  - Best Box Office Draw (2008. – 2010.)[24]
  - MMA Najbolji mogući borac (2008. – 2010.)[24]

### Professional wrestling
- Guinnessov svjetski rekord
  - Svjetski rekord: Najmlađa osoba koja drži WWE Championship (aged 25 years, 44 days)[25]
- Inoki Genome Federation
  - IWGP Heavyweight Championship (1 time)1
- New Japan Pro-Wrestling
  - IWGP Heavyweight Championship (1 put)1
- Ohio Valley Wrestling
  - OVW Southern Tag Team Championship (3 puta) – with Shelton Benjamin[26]
- Pro Wrestling Illustrated
  - Feud godine (2003, 2015) vs. Kurt Angle, The Undertaker[27]
  - Meč godine (2003.) vs. Kurt Angle in an Vrste mečeva u profesionalnom hrvanju#Iron Man meč on SmackDown! on September 16[28]
  - Najbolji najobečavajući hrvač godine (2002)[29]
  - Hrvač godine (2002., 2014).[30][31]
  - Rangiran br. 1 top 500 pojedinačnih hrvača PWI 500 in 2003[32]
- Wrestling Observer Newsletter
  - Best Brawler (2003)[33]
  - Najbolji hrvački manevar (2002.) F-5
  - Feud godine (2003.) vs. Kurt Angle[34]
  - Najobečavajući hrvač godine (2002., 2003.)[35]
  - Wrestling Observer Newsletter Hall of Fame (Class of 2015)[36]
- WWE/World Wrestling Entertainment/Federation
  - WWE Championship2 (4 times)[37]
  - WWE Universal Championship (3 puta)[38]
  - King of the Ring (2002)
  - Royal Rumble (2003)
  - Slammy Awards (5 times)
    - Hashtag godine (2015) – SuplexCity
    - Meč godine (2015) – vs The Undertaker at Hell in a Cell}}
    - Rivalstvo godine (2015) – vs The Undertaker
    - "Reci mi da to nis rekao" Najbolji moment godine (2015.) – Coining "Suplex City" at WrestleMania 31
    - The OMG Shocking Moment of the Year (2014) – Ending The Undertaker's WrestleMania streak at WrestleMania XXX

## Filmografija

### Filmovi
| Godina | Naziv       | Uloge               | Bilješke               |
| ------ | ----------- | ------------------- | ---------------------- |
| 2014   | True Giants | sebe                | Prvi put glumi u filmu |
| 2014   | Foxcatcher  | profesionalni hrcač | Cameo Uncredited       |
| 2016   | Countdown   | sebe                |                        |

### Televizijske emisije
| Godina        | Naziv                          | Uloge | Bilješke                             |
| ------------- | ------------------------------ | ----- | ------------------------------------ |
| 2008.         | E:60                           | sebe  | 21. listopada                        |
| 2009. – 2010. | Rome Is Burning                | sebe  | 3 epizode                            |
| 2010          | UFC Primetime                  | sebe  | Epizoda: Lesnar vs. Velasquez        |
| 2011          | ESPN Friday Night Fights       | sebe  | 14. siječnja                         |
| 2011          | Late Night with Jimmy Fallon   | sebe  | 28. ožujka (3. sezona, epizoda 49)   |
| 2012.         | The Tonight Show with Jay Leno | sebe  | 21. veljače (20. sezona, epizoda 93) |
| 2016.         | Mike and Mike in the Morning   | sebe  | 18. kolovoza                         |
| 2016.         | SportsCenter                   | sebe  | 16. veljače (38. sezona, epizoda 47) |
| 2016.         | UFC Ultimate Insider           | sebe  | July 3 (5. sezona, epizoda 520)      |

### Videoigre
| Godina | Naslov                             | Bilješke                                                                                          |
| ------ | ---------------------------------- | ------------------------------------------------------------------------------------------------- |
| 2002   | WWE SmackDown! Shut Your Mouth     | Prvi put u videoigri                                                                              |
| 2003   | WWE SmackDown! Here Comes the Pain | Pokriva naslovnu stranicu videoigre                                                               |
| 2003   | WWE WrestleMania XIX               |                                                                                                   |
| 2003   | WWE Crush Hour                     |                                                                                                   |
| 2003   | WWE Raw 2                          |                                                                                                   |
| 2005.  | Wrestle Kingdom                    | Prvi put u videoigri koja nije WWE                                                                |
| 2006.  | Madden NFL 06                      | Prvi put u igri koja nije vezana za profesionalno hrvanje Prvi put u američkonogometnom videoigri |
| 2009   | UFC 2009 Undisputed                | FirstPrvi put u igricama MMA videoigri                                                            |
| 2010   | UFC Undisputed 2010                | Pokriva naslovnu stranicu igre                                                                    |
| 2011   | WWE '12                            |                                                                                                   |
| 2012   | UFC Undisputed 3                   |                                                                                                   |
| 2012   | WWE '13                            |                                                                                                   |
| 2013   | WWE 2K14                           |                                                                                                   |
| 2014   | WWE 2K15                           |                                                                                                   |
| 2014   | EA Sports UFC                      |                                                                                                   |
| 2015   | WWE 2K16                           |                                                                                                   |
| 2016   | WWE 2K17                           | Cover athlete                                                                                     |
| 2017   | WWE 2K18                           |                                                                                                   |
| 2018   | EA Sports UFC 3                    |                                                                                                   |

## Vanjske poveznice
- Brock Lesnar na WWE.com
- Brock Lesnar na Facebooku
- Brock Lesnar na Twitteru
- Brock Lesnar na IMDB-u
- Brock Lesnarovi profili na Cagematch.com, Wrestlingdata.com, Internet Wrestling Database
- Brock Lesnar na UFC.com